# Jim Hines
James Ray "Jim" Hines, född 10 september 1946 i Dumas, Arkansas, död 3 juni 2023 i Hayward, Kalifornien, var en amerikansk friidrottare (sprinter). Hines blev dubbel olympisk mästare 1968 och var världsrekordhållare på 100 meter 1968–1983.
Hines föddes i Arkansas men växte huvudsakligen upp i Oakland i Kalifornien där han spelade baseboll innan han började med friidrott. Vid de amerikanska mästerskapen i Sacramento 1968 blev han först i världen att springa 100 meter på en tid under 10 sekunder. Det bör dock noteras att Hines tid, 9,9 sekunder, uppnåddes med manuell tidtagning. Vid OS i Mexico City samma år vann han 100-metersfinalen och blev olympisk mästare, närmast före Jamaicas Lennox Miller och amerikanen Charles Greene. Hines agerade sedan slutman i det amerikanska stafettlaget på 4 × 100 meter (Greene, Melvin Pender, Ronnie Ray Smith och Hines) som vann OS-guld före Kuba och Frankrike.[källa behövs]
Hines segertid i OS-finalen, 9,95, uppmättes genom elektronisk tidtagning och ersatte hans 9,9 som världsrekord (först angavs 9,89 i TV-rutan som segrartid vid målgången, men tiden korrigerades senare till 9,95). Rekordet skulle komma att stå sig till 1983 då landsmannen Calvin Smith noterade 9,93. Både Hines 9,95 och Smiths 9,93 noterades på hög höjd. Förste man att springa snabbare än Hines på låglandsbana var Carl Lewis (9.93) i Rom 1987.[källa behövs]

## Meriter
- OS-guld på 100 meter och 4 × 100 meter i Mexico City 1968.
- Världsrekordinnehavare på 100 meter 1968–1983.